# Coenonympha inocellata
Coenonympha inocellata är en fjärilsart som beskrevs av Stetter-stättermayer 1933. Coenonympha inocellata ingår i släktet Coenonympha och familjen praktfjärilar. Inga underarter finns listade i Catalogue of Life.